# Solandra maxima
Solandra maxima es una planta con flores de la familia Solanaceae. También conocida como copa de oro, cáliz dorado o lirio hawaiano, es una enredadera vigorosa, endémica de México y América Central. Tiene flores amarillas muy grandes y hojas brillantes. A menudo se usa como planta ornamental.

## Descripción
Es una enredadera de rápido crecimiento, de 12 m (40 pies) de largo, aunque puede alcanzar hasta 50 m (165 pies),  que en condiciones de cultivo con frecuencia se poda hasta convertirla en un arbusto con ramas colgantes. Todas las partes de la planta son venenosas. Las hojas están dispuestas de forma alterna, de elípticas anchas a oblongas, de 5-18 cm de largo y de 2-9 cm ancho, coriáceas, brillantes en la parte superior y generalmente cortamente acuminadas.

### Flores
Las flores con forma de embudo, solitarias. El cáliz mide de 5 a 8 cm de largo, es pentagonal y consta de tres a cinco cúspides. La corola mide entre 15 y 24 cm de largo y está formada por lóbulos grandes y redondeados de 8 hasta 15 cm de ancho. La flor es de color blanco cremoso a amarillo claro al comienzo de la floración y cambia a ocre o naranja hacia el final de la misma. Presenta bandas de color violeta o marrón que recorren profundamente el tubo floral hasta el centro de la corola. Cinco estambres sobresalen del tubo floral. Las flores se abren por la tarde y exudan un aroma penetrante, esto atrae a los murciélagos, que actúan como polinizadores. Los frutos son bayas redondas, de hasta 7 cm de tamaño, sobre las que se conservan los sépalos.

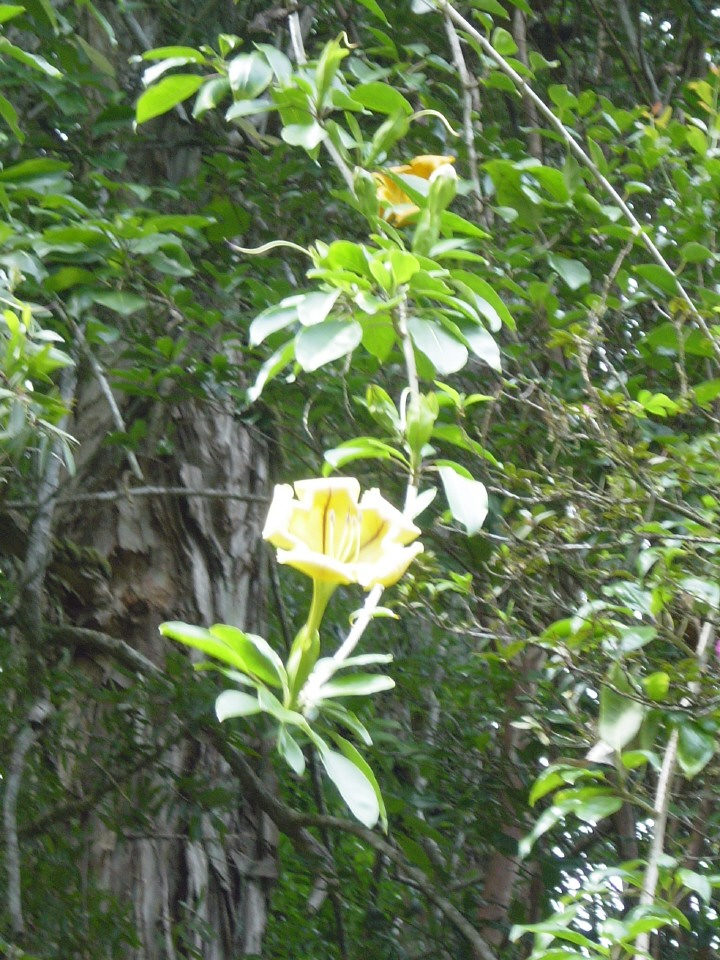
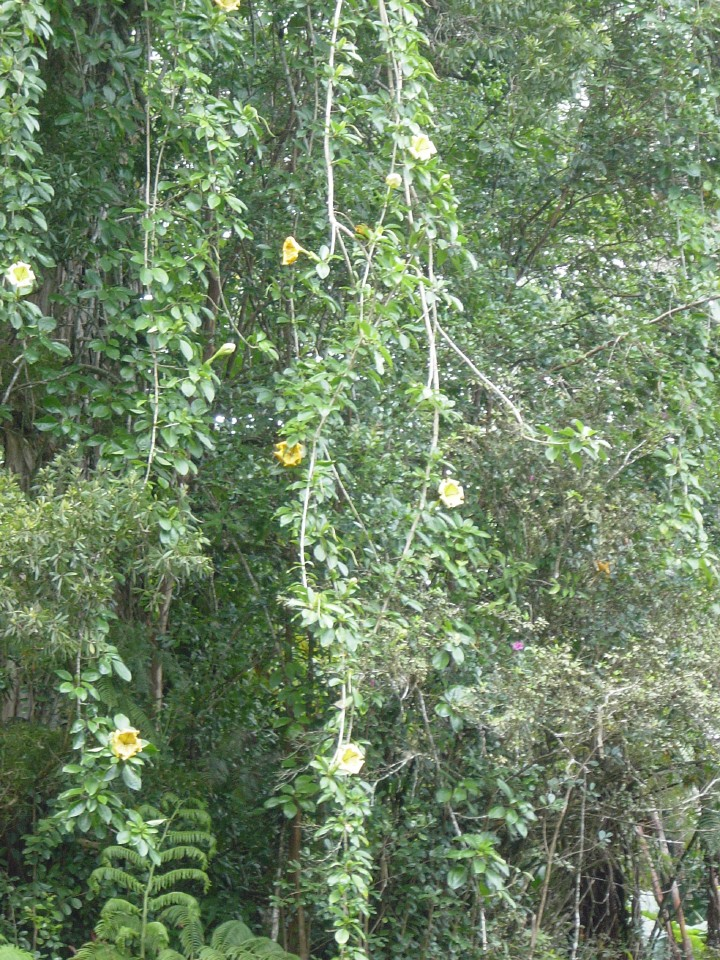
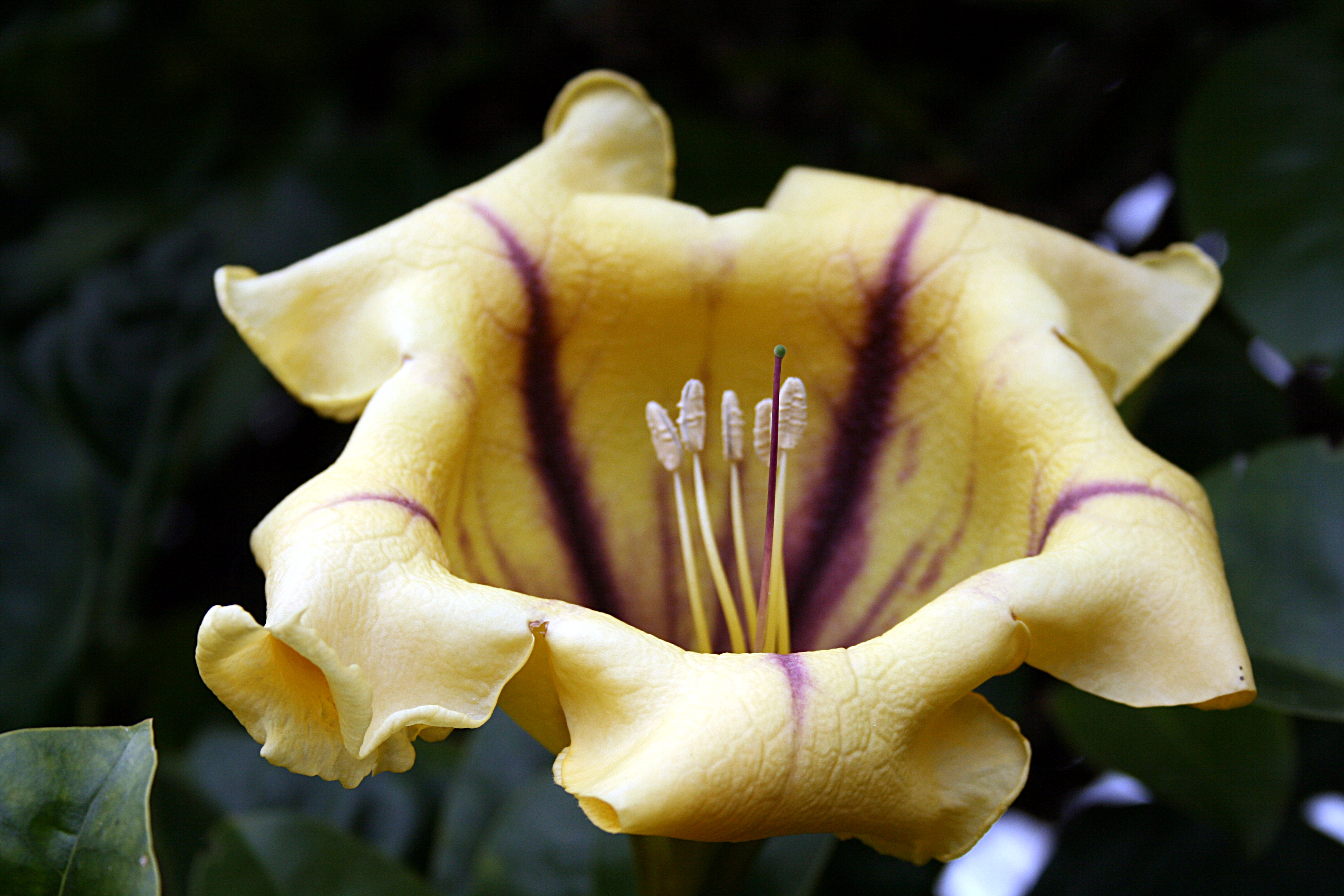
Funchal: Jardín botánico
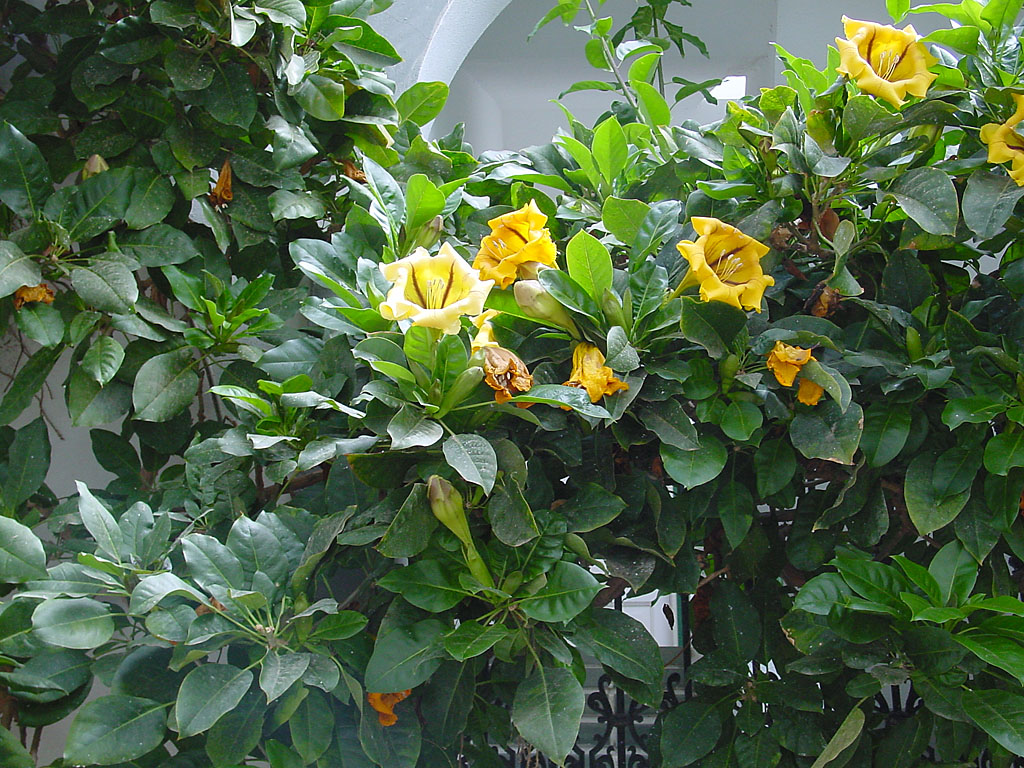
Gran Canaria
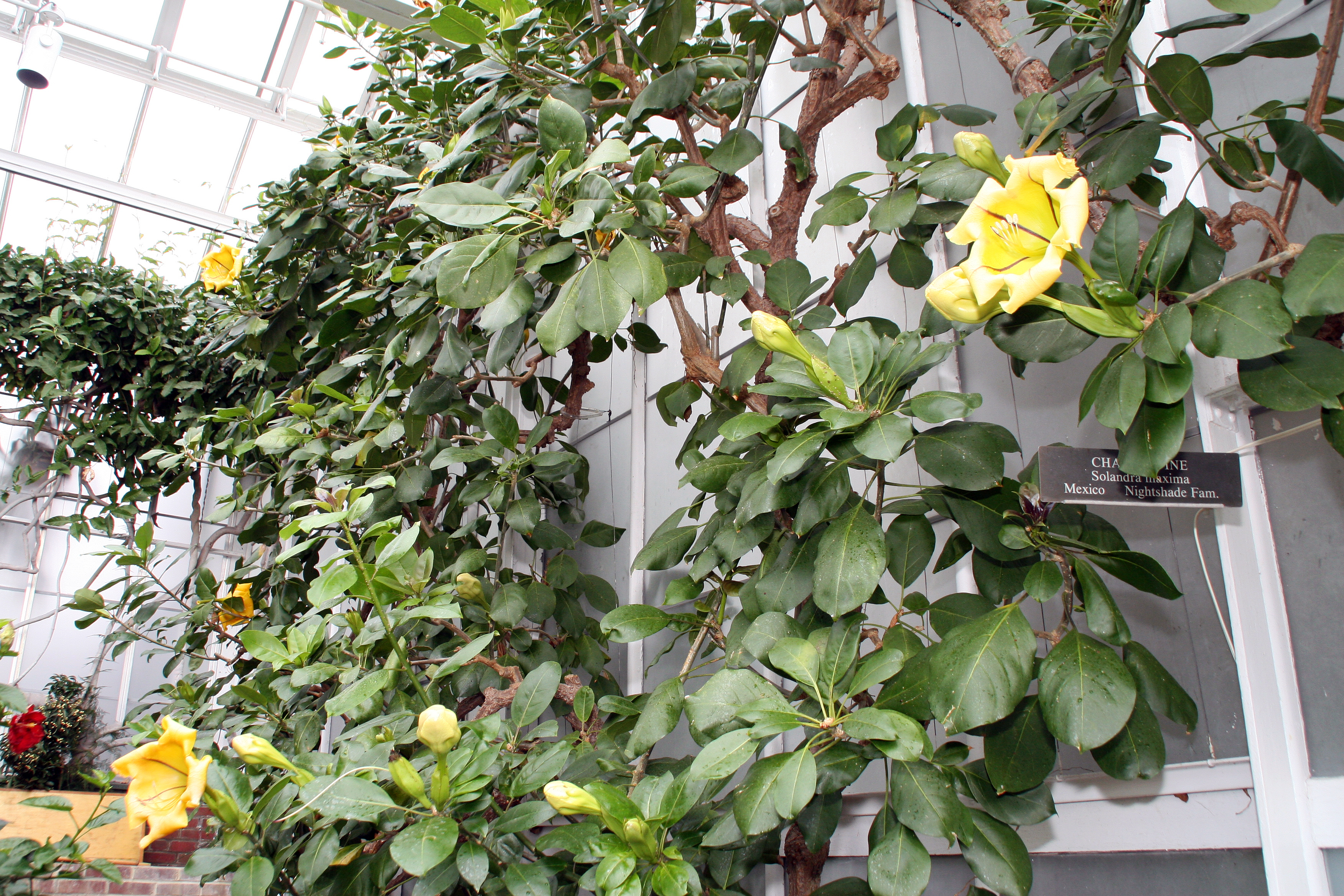
Jardines Longwood, Kennett Square, Pensilvania
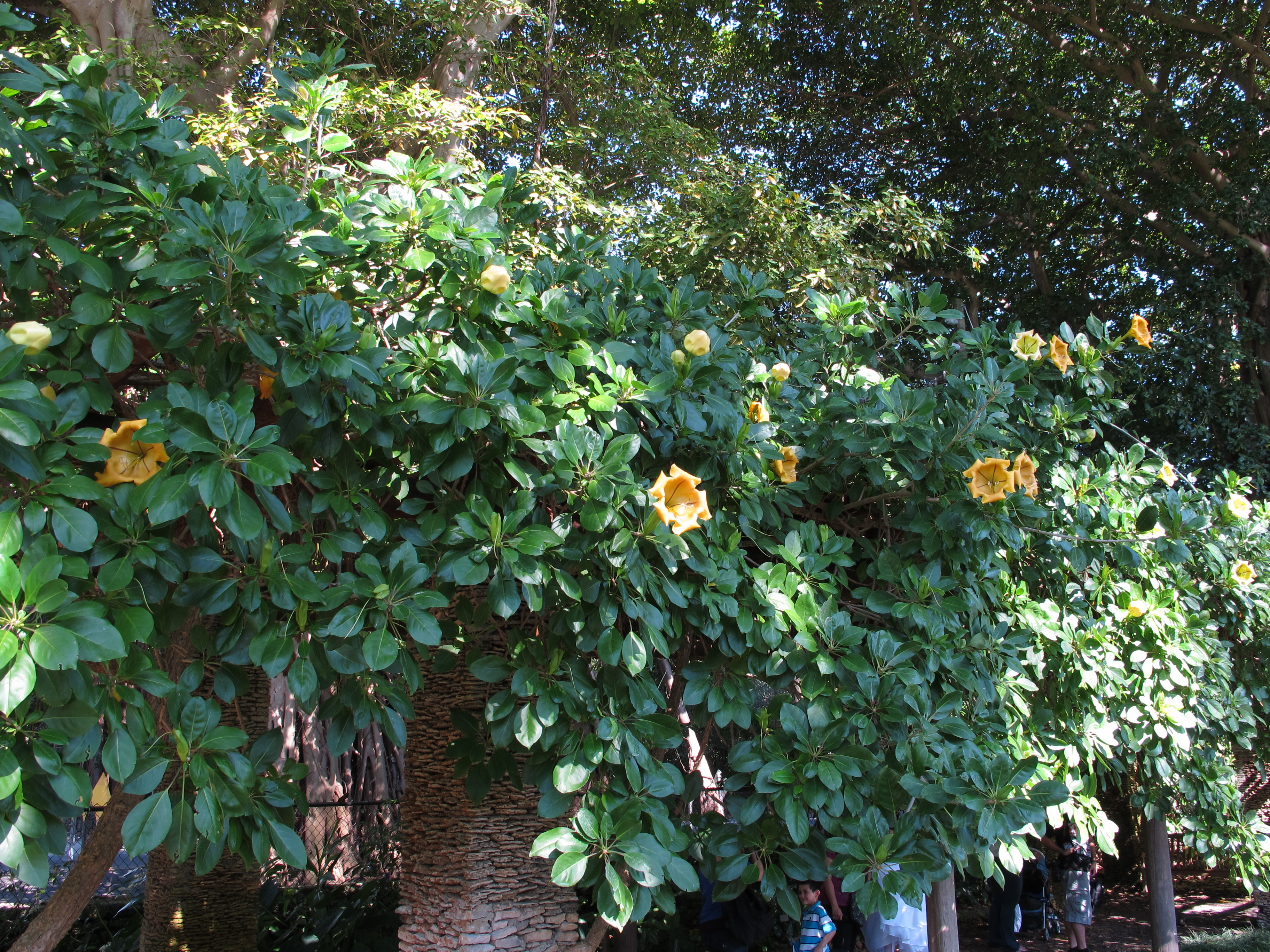
Jardín Botánico Tropical Fairchild, Miami, Florida
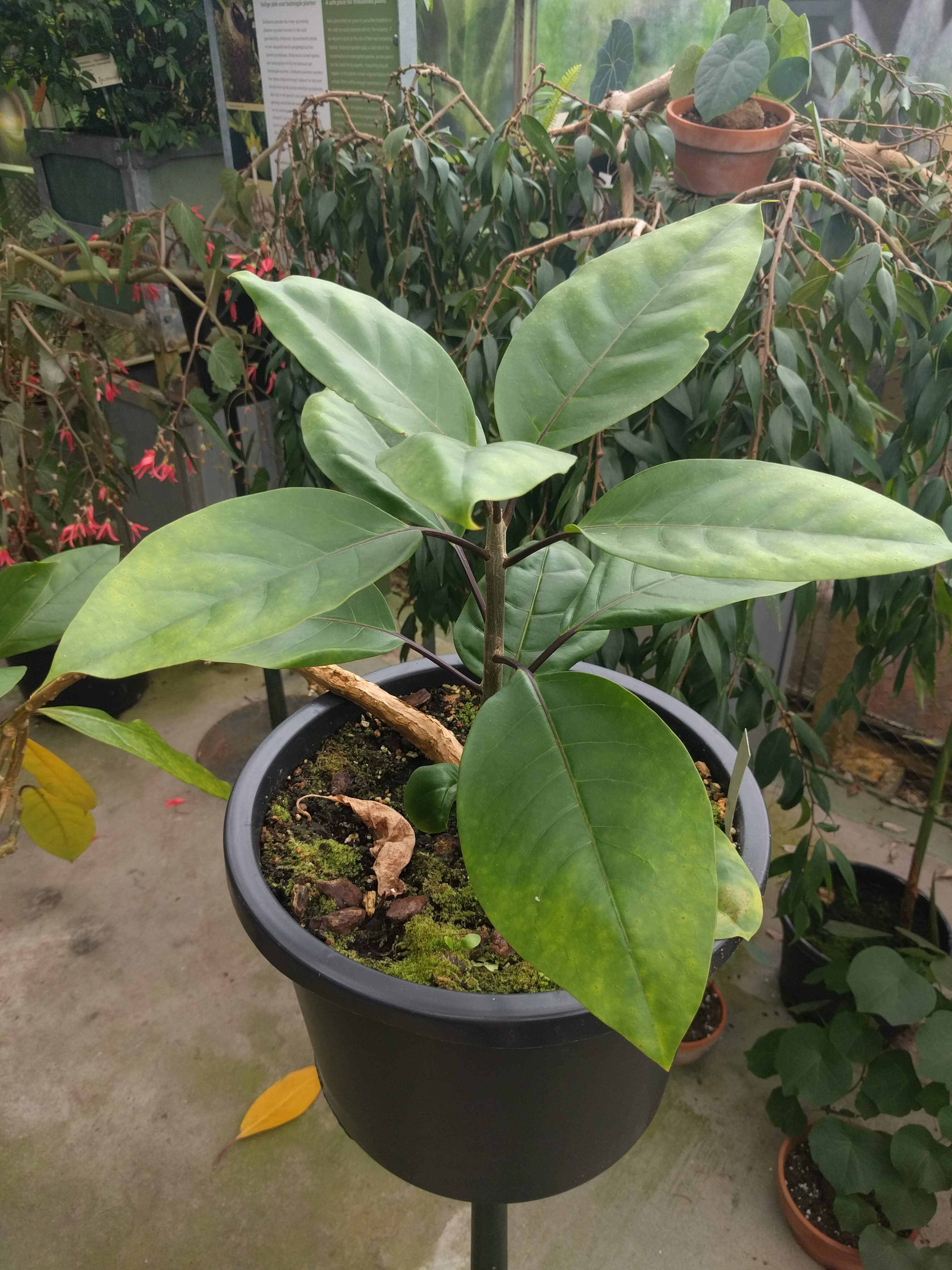
Juvenil